# まるスポ!
まるスポ!（ウェンズデー・フライデー）はラジオ関西で放送されていたスポーツ番組である。

## 概要
ラジオ関西ジャイアンツナイターの予備番組「ジャイアンツナイタースタジオ特集」の一つとして、2011年度から2015年度まで放送。放送期間は原則として年度上半期の4-9月である。
2010年から読売ジャイアンツのビジターの試合のうち、放送できない試合（ヤクルト・中日・広島戦、および交流戦のうち日本ハム・楽天・西武戦）が発生するため、その場合の予備番組を基本的にアール・エフ・ラジオ日本からのネットではなく、自社製作の予備番組を編成するようになり、2011年から水曜日・金曜日（2012年以後は金曜日のみ）にこの番組が組まれた。
2011年度のみは、他のラジオ関西の自社製作予備番組とは異なり、本番組はラジオ日本が巨人戦以外の試合を含めた野球中継の予定を一切組まない場合に限り放送していた（したがって、巨人の関与しない横浜DeNA戦やロッテ戦の中継が該当曜日に組まれた場合はそちらをネット受けしていた）。2012年は該当する日程はなく、2013年からは他の予備番組同様に、ラジオ日本が巨人戦以外の試合を中継する場合には、本番組の放送の方が優先されることになった。
番組は野球専門のスポーツジャーナリスト・谷上史朗が進行役を勤め、3時間5分にわたり、プロ野球を中心に、兵庫県に活動拠点を置くスポーツ選手・チームにスポットを当て、その最新情報や選手インタビューなどを行う。パートナーは2011年は浅井千華子、2012年は野口綾子、2013年-2015年は松浦美代。
なお、2016年度は当該枠で『夜のピンチヒッター』の放送が再開されるため、本番組は放送されないことになった。

## 放送日
- 金曜不定期　17:55-21:00生放送（放送日要確認）
  - 本番組放送の場合、21:00からの『アフターナイター』相当枠には『名曲CDスペシャル』が放送されていた（2014年度まで）。
  - なお、野球中継が組まれ、雨天中止になった場合は放送せず、ラジオ日本制作の予備番組（2015年度時点では『ジャイアンツナイター・麻布台スタジアム』）を放送していた。